# Merla d'aigua
La merla d'aigua europea o senzillament merla d'aigua, aigüerol, aigüerola, merla viuda o tord marí (Cinclus cinclus) és una espècie d'ocell que hi ha a Europa, el nord d'Àfrica i parts d'Àsia. És l'única espècie de la família dels cínclids (Cinclidae) que es troba a Europa.

## Morfologia
Fa 18 cm de llargada i el seu pes oscil·la entre 50 i 70 grams. Les seues formes són arrodonides, amb un bec llarg i negre. La gola i el pit són de color blanc, mentre que la nuca, el ventre i el cap, fins al dessota de la cella, tenen tonalitats brunenques. La resta del cos, és a dir, el mantell i la cua, són de color bru grisenc fosc. Hi ha diferents subespècies. Malgrat ser un moixó, està impermeabilitzat per una capa de greix, talment com altres ocells aquàtics no passeriformes. És a dir, la merla d'aigua, junt amb les altres 4 espècies que formen la família dels cínclids, "són els únics passeriformes que, per les adaptacions que presenten, es poden considerar realment aquàtics perquè tenen un plomatge dens que impermeabilitzen i lubriquen amb les secrecions de la glàndula del carpó -l'anomenada glàndula uropigial- tal com fan els ànecs. Poden tancar les obertures nasals i les auditives, i tenen la superfície dels ulls plana com la d'unes ulleres de bussejar."

## Reproducció
Fa un niu esfèric amb molsa i amb un revestiment de fulles seques, que instal·la en els forats de ponts, de molins i de rocams, prop de l'aigua. A més a més, també té el costum de niar prop i, fins i tot, darrere els salts d'aigua, per la qual cosa la seua niada queda molt protegida. Entre el març-maig fa dues cries: la femella, tota sola, cova els 4 o 5 ous i, després, amb l'ajut del mascle, alimenta la covada, els membres de la qual aprenen primer a cabussar-se i a caminar que no pas a volar, per a la qual cosa han d'esperar fins a 23 dies. Pot niuar successivament en contrades allunyades en una mateixa temporada.

## Hàbitat
Viu en els cursos alts dels rius, en els torrents i en els rierols de muntanya, on és sedentari, bé que, de vegades, empès pel fred i el gel, realitza curts desplaçaments hivernals que la porten a l'hivern fins a territoris més meridionals.

## Distribució
La merla d'aigua es troba a Europa, el nord d'Àfrica, l'Orient Mitjà, el Caucas, Àsia central i el Subcontinent indi.

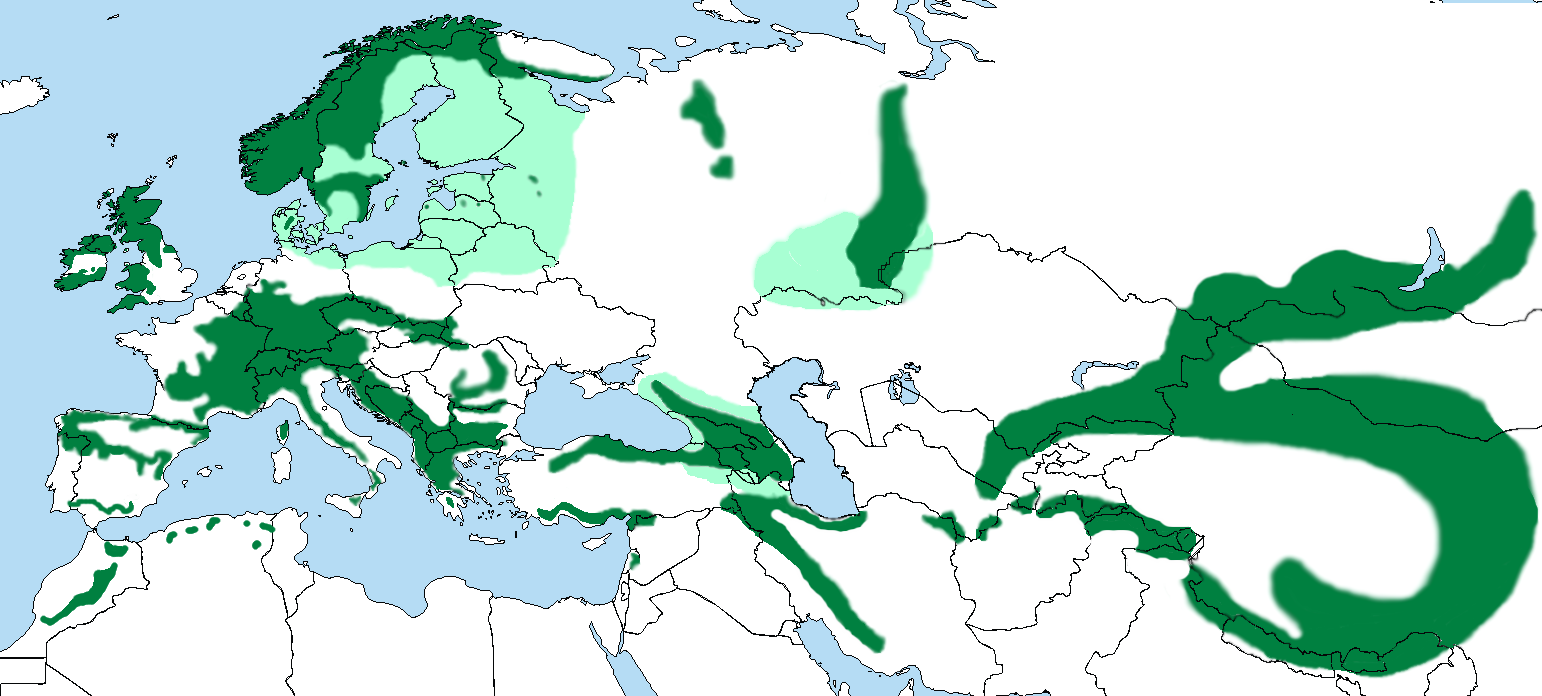
Mapa de distribució. Llegenda: en verd fosc: resident tot l'any; en verd clar: hivernant.

## Costums ialimentació
Un tret que el singularitza dels altres ocells catalans i europeus és l'extraordinària capacitat que mostra per a capbussar-se, nedar i, sorprenentment, caminar per la llera del riu, sota l'aigua, on cerca els tricòpters, coleòpters i altres insectes aquàtics i llurs larves. Complementa la dieta amb crustacis, llambrics i capgrossos. Les immersions duren de deu a trenta segons, i és xocant veure'l eixir sobtadament de l'aigua i posar-se sobre un roc enmig del riu, on, en una acció molt característica seua, s'ajup i s'estira bo i enlairant la cua.
Té un vol rabent i dirigit, sempre, ran de l'aigua, alhora que emet un aspre so metàl·lic.
Al Principat de Catalunya és freqüent en els cursos alts del Llobregat, del Cardener i dels rierols i dels torrents d'aquestes conques d'alta muntanya. També sovinteja al nord del Bages, però manca a la comarca d'Anoia. Havia estat més freqüent al Vallès i al Moianès.